# M46 패튼

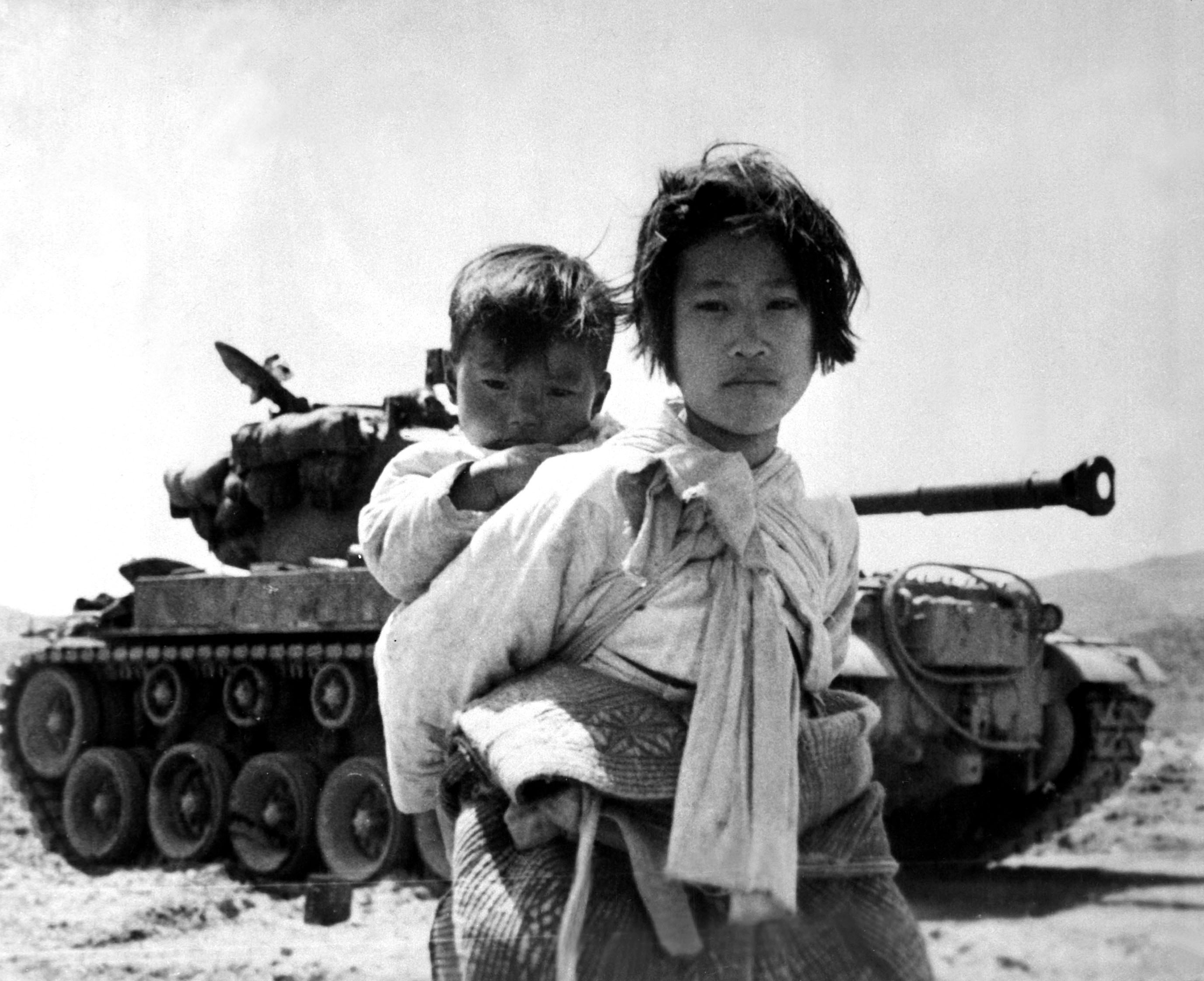
아이를 업고 있는 소녀 뒤로 보이는 M46 패튼

M46 패튼(영어: M46 Patton)은 미국의 중형전차이다. M26 퍼싱 및 M4 셔먼의 후속 모델로 도입되었다. 냉전 초기인 1949년 미국 육군에 실전 배치되어 1950년대 중반(1957년)까지 표준 중형전차로서 사용되었다. 미국 육군 이외에는 벨기에를 비롯한 소수의 몇몇 나라에서만 도입되었다. M46 패튼은 미국 제3군 사령관이었던 조지 S. 패튼의 이름을 딴 첫번째 전차이다. 한국 전쟁 때 사용되었다. 한국군의 경우 미군으로부터 공여 받은 기록이 명확하게 남아있지 않지만 1961년에 제작된 대한뉴스 제316호에서 M46 패튼을 운용한 영상이 남아있어서 소수의 전차를 운용했을 가능성이 높다.

## 참고 문헌
- Steven J Zaloga, Tony Bryan, Jim Laurier - M26–M46 Pershing Tank 1943–1953, 2000 Osprey Publishing (New Vanguard 35), ISBN 1-84176-202-4
- Abraham Rabinovich - The Battle for Jerusalem June 5–7, 1967, 2004 Sefer Ve Sefer Publishing, Jerusalem, ISBN 965-7287-07-3
- Nolan, Keith W. "Into Lao's, Operation Lam Son 719 and Dewey Canyon II." 1986. Presidio Press. Account of the US Army's final offensive of the Vietnam War
- Hunnicutt, R. P. "Patton: A History of the American Main Battle Tank." 1984. Presidio Press. ISBN 0-89141-230-1